# Liolaemus jamesi
Espèce
Synonymes
- Ctenoblepharis jamesi Boulenger, 1891

Statut de conservation UICN

 LC  : Préoccupation mineure
Liolaemus jamesi est une espèce de sauriens de la famille des Liolaemidae.

## Répartition
Cette espèce se rencontre en Bolivie dans le département de Potosí et au Chili dans la région de Tarapacá. On la trouve entre 3 300 et 4 700 m d'altitude.

## Description
C'est un saurien vivipare.

## Liste des sous-espèces
Selon The Reptile Database (15 mars 2013) :
- Liolaemus jamesi aymararum Veloso, Sallaberry, Navarro, Iturra, Valencia, Penna & Díaz, 1982
- Liolaemus jamesi jamesi (Boulenger, 1891)

## Publications originales
- Boulenger, 1891 : Description of a new lizard of the genus Ctenoblepharis, from Chili. Proceedings of the Zoological Society of London, vol. 1891, p. 3 (texte intégral).
- Veloso, Sallaberry, Navarro, Iturra, Valencia, Penna & Diaz, 1982 : Contribución al conocimiento de la herpetofauna del extremo norte de Chile. in Veloso  & Bustos, 1982 : El ambiente natural y las poblaciones humanas de los Andes del norte grande de Chile (Arica, Lat. 18° 28'S)., Uneso-Rostlac, p. 135-268.